# ГЕС Утанен
ГЕС Утанен (фін. Utasen voimalaitos) — гідроелектростанція у центральній частині Фінляндії у провінції Північна Пог'янмаа. Становить третій ступінь в каскаді на річці Оулуйокі (впадає у Ботнічну затоку), знаходячись між ГЕС Нуоюа (вище по течії) та Паллі.
Первісно для використання перепаду висот між нижнім б'єфом ГЕС Нуоюа та озером Соткаярві планувалось спорудити дві електростанції. Проте детальні обрахунки привели до обрання доволі незвичного варіанту: прямо від греблі Утанен починається прокладений по долині Оулуйокі канал довжиною 12 км. На початку його рівень значно нижче ніж у природного русла, проте поступово ця різниця зменшується та зникає при виході в озеро Стокаярві. Така схема дозволила отримати на ГЕС Утанен напір у 15,7 (за іншими даними — 12) метрів, тобто більшу частину із 16 метрів перепаду на ділянці Nuojua — Соткаярві. Спорудження каналу потребувало земляних робіт в об'ємі понад 4 млн м3.
Спорудження станції почалось у 1952-му та завершилось введенням трьох гідроагрегатів у 1956—1957 роках. Річку перегородили греблею, яка включає два водоскидні шлюзи та машинний зал. Останній обладнаний турбінами типу Каплан загальною потужністю 58 МВт.